# شهرستان تسلینوگراد
شهرستان تسلینوگراد (به قزاقی: Целиноград ауданы، تسەلينوگراد اۋدانى) یک شهرستان در قزاقستان است که در استان آق‌مولا واقع شده‌است.

## خصوصیات
شهرستان تسلینوگراد ۷٬۸۸۸ کیلومترمربع مساحت و ۶۰٬۵۰۵ نفر جمعیت دارد.